# Nanae Takahashi
Nanae Takahashi (en japonés: 高橋 奈苗, Takahashi Nanae) (Kawaguchi, 23 de diciembre de 1978) es una luchadora profesional japonesa, fundadora de la promoción de lucha libre Seadlinnng.

## Carrera profesional
Nanae Takahashi se graduó en la clase de formación de la All Japan Women's Pro-Wrestling (AJW) en 1996, y alcanzó la fama en un momento en que la AJW comenzaba su declive. Al principio, alcanzó la mayor fama como parte del equipo de lucha Nanamomo con su compañera Momoe Nakanishi. Juntas, ganaron cuatro campeonatos por equipos, el AJW Tag Team Championship dos veces (el 23 de noviembre de 1997 y el 23 de agosto de 1998) y el WWWA World Tag Team Championship otras dos (el 16 de julio de 2000 y el 6 de julio de 2002). Al mismo tiempo, Takahashi se hizo un nombre como competidora individual, ganando el Campeonato de la AJW el 1 de marzo de 2000 y la competición de la división junior en el Gran Premio de Japón de ese año. Tras establecerse como una competidora importante, Takahashi ganó el Gran Premio de Japón de 2002 y obtuvo su primer Campeonato Mundial Individual de la WWWA el 12 de diciembre de 2004. Durante los últimos años de la AJW, ganó el WWWA World Tag Team Championship tres veces más (cada vez con una pareja diferente), y el WWWA World Single Championship una vez más. Fue la última campeona de la WWWA, entregando el cinturón al promotor Takashi Matsunaga inmediatamente después de ganarlo, el 26 de marzo de 2006.
En un espectáculo independiente celebrado el 14 de julio de 2006 para celebrar su décimo aniversario en la lucha libre profesional, Takahashi anunció su intención de crear su propia promoción. Su stable, Dream Catchers, celebró su último show el 3 de septiembre siguiente.
El 1 de octubre de 2006, Takahashi derrotó a África 55 por el resucitado Campeonato Mundial Femenino de la AWA en el debut de su nueva promoción, Pro Wrestling Sun. La promoción era hermana de Pro Wrestling ZERO1, y en ese momento una filial de la revivida American Wrestling Association. El 14 de enero de 2007, Takahashi perdió su campeonato mundial ante Amazing Kong, pero lo recuperó de nuevo el 13 de mayo del mismo año, en Los Ángeles (California). Se convirtió en la primera campeona femenina de la AWA Japan el 19 de junio de 2007, después de que el título mundial femenino de la AWA fuera retirado por respeto a la cuatro veces ex campeona Sherri Martel, que había fallecido el 15 de junio.
Tras el cierre de Sun el 3 de marzo de 2008, Takahashi formó una unidad llamada "Passion Red" con Natsuki☆Taiyo y Kana. Estuvieron activas principalmente con NEO Japan Ladies' Pro Wrestling. El 4 de octubre de 2008, Takahashi venció a Kyoko Inoue para ganar el Campeonato Femenino del Pacífico/NEO individual de la NWA. El 10 de octubre de 2009, ganó el NEO Tag Team Championship con Kana.
Desde el 25 de enero de 2009 hasta el 29 de diciembre de 2010, Takahashi también estuvo en activo con Ice Ribbon y ganó tres veces el International Ribbon Tag Team Championship (con Minori Makiba, Kazumi Shimouma y Emi Sakura) y una vez el Triangle Ribbon Championship.
El 18 de abril de 2010, Takahashi venció a Kayoko Haruyama para ganar el Campeonato de Peso Abierto del JWP. Se convirtió en la segunda campeona de fuera desde Manami Toyota en 2006. El 7 de septiembre de ese año, Takahashi anunció junto a Fuka y Rossy Ogawa que fundaban una nueva promoción llamada World Wonder Ring Stardom. Tuvieron su primera tarjeta el 23 de enero de 2011. A finales de 2010, Takahashi ganaba el premio femenino de Tokyo Sports.
El 12 de mayo de 2015, Takahashi, en una entrevista con el diario Tokyo Sports, anunció que dejaba World Wonder Ring Stardom para continuar su carrera como independiente. El 12 de junio de 2015, Takahashi anunció que iba a empezar a promover sus propios eventos de lucha profesional con su nueva productora, Seadlinnng. El 17 de julio, Takahashi regresó a los Estados Unidos, haciendo su debut para Ring of Honor (ROH) en Las Vegas (Nevada), derrotando a ODB. Seadlinnng celebró su primer show el 26 de agosto de 2015.
El 7 de enero de 2018, Takahashi se lesionó legítimamente en un Hardcore Tag Team Match, mientras hacía equipo con Yoshiko contra Rina Yamashita y Ryo Mizunami en el WAVE Happy New Year 2018. Mientras intentaba un movimiento desde la parte superior de una escalera, la escalera se inclinó y cayó, haciéndola caer y aterrizar en su cabeza, dejándola legítimamente inconsciente. El árbitro dio por finalizado el combate y la sacaron en camilla.

## Campeonatos y logros
- All Japan Women's Pro-Wrestling
  - AJW Championship (1 vez)[2]
  - AJW Tag Team Championship (2 veces) – con Momoe Nakanishi[2]
  - WWWA World Single Championship (2 veces)[2]
  - WWWA World Tag Team Championship (5 veces) – con Momoe Nakanishi (2), Tomoko Watanabe (1), Etsuko Mita (1) y Ayako Hamada (1)[2]
  - 21st Century League (2000)
  - Japan Grand Prix (2002)
  - Tag League the Best (1998) – con Momoe Nakanishi
  - Tag League the Best (2003) – con Ayako Hamada
- AWA Superstars of Wrestling
  - AWA World Women's Championship (3 veces)[2]
- Ice Ribbon
  - International Ribbon Tag Team Championship (3 veces) – con Minori Makiba (1), Kazumi Shimouma (1) y Emi Sakura (1)[2]
  - Triangle Ribbon Championship (1 vez)[2]
  - Sakurasaku Tag Tournament '09 (2009) – con Minori Makiba[9]
- JWP Joshi Puroresu
  - JWP Openweight Championship (1 vez)[2]
  - Best Bout Award (2007) con Natsuki☆Taiyo vs. Kayoko Haruyama y Tsubasa Kuragaki
  - Discover New Heroine Tag Tournament Best Match Award (2007) con Natsuki☆Taiyo vs. Arisa Nakajima y Azumi Hyuga
- JDStar
  - BSJ Queen of the Ring (1 vez)[2]
- NEO Japan Ladies Pro Wrestling
  - NEO Single Championship (1 vez)[2]
  - NEO Tag Team Championship (1 vez) – con Kana[2]
  - NWA Women's Pacific Championship (1 vez)[2]
  - Mid Summer Tag Tournament VIII (2009) – con Emi Sakura[10]
- Pro Wrestling ZERO1
  - AWA Japan Women's Championship (1 vez)[2]
- Seadlinnng
  - Beyond the Sea Single Championship (1 vez)[11]
  - Beyond the Sea Single Championship (1 vez) - con Arisa Nakajima
- Tokyo Sports
  - Joshi Puroresu Grand Prize (2010)[12]
- World Wonder Ring Stardom
  - Goddess of Stardom Championship (2 veces) – con Miho Wakizawa (1)[13] y Kairi Hojo (1)[14]
  - World of Stardom Championship (1 vez)[2]
  - 5★Star GP (2013)[15]
  - Goddess of Stardom Championship Tournament (2013) – con Miho Wakizawa[13]
  - Goddesses of Stardom Tag League (2014) – con Kairi Hojo[16]
  - Unit Opposition Tournament (2012) – con Miho Wakizawa y Yuuri Haruka[17]
  - 5★Star GP Award (3 veces)
    - 5★Star GP Best Bout Award (2013) vs. Natsuki☆Taiyo[15]
    - 5★Star GP Best Match Award (2012) vs. Yuzuki Aikawa
    - 5★Star GP Best Match Award (2014) vs. Kairi Hojo

  - Stardom Year-End Award (6 veces)
    - Best Bout Award (2011) vs. Natsuki☆Taiyo
    - Best Bout Award (2012) vs. Yuzuki Aikawa[18]
    - Best Match Award (2014) con Kairi Hojo vs. Risa Sera y Takumi Iroha[19]
    - Best Tag Team Award (2013) con Miho Wakizawa[20]
    - Best Tag Team Award (2014) con Kairi Hojo[19]
    - MVP Award (2012)[18]